# Yvette Estermann
Yvette Estermann (nascida Iveta Gavlasovà em Bratislava (Tchecoslováquia, atual Eslováquia), em 26 de fevereiro de 1967) é uma política naturalizada suíça filiada à União Democrática do Centro e membro do Conselho Nacional pelo cantão de Lucerna.